# Djokoiskandarus annulata
Genre
Espèce
Synonymes
- Cantoria annulata de Jong, 1926

Statut de conservation UICN

 DD  : Données insuffisantes
Djokoiskandarus annulata, unique représentant du genre Djokoiskandarus, est une espèce de serpents de la famille des Homalopsidae.

## Répartition
Cette espèce est endémique de Nouvelle-Guinée. Elle se rencontre dans l'Oriomo en Nouvelle-Guinée occidentale en Indonésie et sur les îles Bobo et Daru en Papouasie-Nouvelle-Guinée.

## Étymologie
Ce genre est nommé en l'honneur de Djoko Tjahjono Iskandar.

## Publications originales
- Murphy, 2011 : The Nomenclature and Systematics of Some Australasian Homalopsid Snakes (Squamata: Serpentes: Homalopsidae. Raffles Bulletin of Zoology, vol. 59, n. 2, p. 229-236 (texte intégral).
- de Jong, 1926 : Heurnia ventromaculata n.g. n. sp. und Cantoria annulata n. sp., zwei neue Schlangen von New-Guinea. Zoologischer Anzeiger, vol. 67, p. 302-304.